# D.Settihalli, Turuvekere
D.Settihalli là một làng thuộc tehsil Turuvekere, huyện Tumkur, bang Karnataka, Ấn Độ.